# Who Killed the Electric Car?
Who Killed the Electric Car? ("Wie heeft de elektrische auto vermoord?" in het Nederlands), is een documentaire uit 2006, geregisseerd door Chris Paine, die de creatie, beperkte commercialisering en daaropvolgende vernietiging van het elektrische auto's in de Verenigde Staten onderzoekt. Hierbij gaat het met name om de General Motors EV1 im de jaren negentig. De film onderzoekt de rol van autofabrikanten, de olie-industrie, de federale regering van de Verenigde Staten, de regering van Californië, batterijen, waterstofvoertuigen en consumenten bij het beperken van de ontwikkeling en toepassing van deze technologie. Na een première op het Sundance Film Festival, werd het in juni 2006 in de bioscoop uitgebracht door Sony Pictures Classics en vervolgens op dvd door Sony Pictures Home Entertainment op 14 november 2006.
Een vervolgdocumentaire, Revenge of the Electric Car, werd in 2011 uitgebracht.

## Onderwerpen
De film gaat over de geschiedenis van de elektrische auto, de ontwikkeling en commercialisering ervan. De film richt zich voornamelijk op de General Motors EV1, die voornamelijk in Zuid-Californië via lease beschikbaar werd gesteld, nadat de California Air Resources Board (CARB) in 1990 het mandaat voor emissievrije voertuigen (ZEV) had aangenomen, waarbij de zeven grote autoleveranciers in de Verenigde Staten verplicht zouden worden om een klein aandeel van de door hen verkochte voertuigen emissieloos te laten zijn. Bijna 5000 elektrische auto's werden ontworpen en vervaardigd door Chrysler, de Ford Motor Company, General Motors (GM), Honda, Nissan en Toyota; en later vernietigd of geschonken aan musea en onderwijsinstellingen. Ook worden de implicaties van de gebeurtenissen zoals luchtvervuiling, afhankelijkheid van olie, politiek in het Midden-Oosten en de opwarming van de aarde besproken.
De film beschrijft de terugtrekking van het mandaat door de California Air Resources Board na hoge druk en aanklachten van autofabrikanten, voortdurende druk van de olie-industrie, georkestreerde hype over een toekomstige waterstofauto, en ten slotte de regering van George W. Bush.

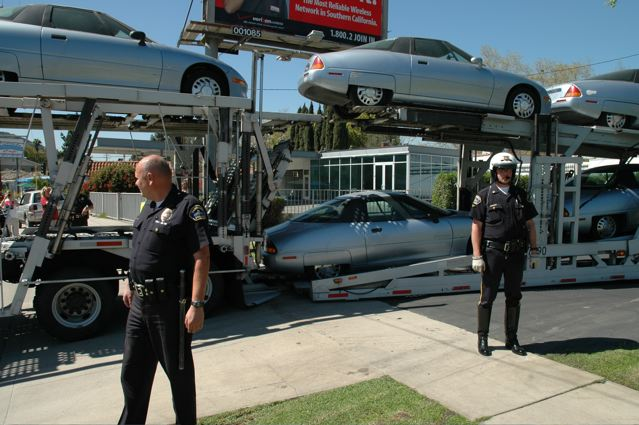
Politieagenten beschermen een transport van EV1's, op weg naar vernietiging, tegen protestanten

Een deel van de film beschrijft de inspanningen van GM om aan Californië aan te tonen dat er geen vraag van de consument naar hun product was, en vervolgens om elke EV1 terug te nemen en te vernietigen. Een paar werden onklaar gemaakt en aan musea en universiteiten gegeven, maar bijna allemaal werden ze vernietigd te zijn. GM heeft nooit gereageerd op het aanbod van de EV-rijders om de resterende leasewaarde te betalen; $ 1,9 miljoen werd aangeboden voor de resterende 78 auto's in Burbank, Californië voordat ze werden vernietigd. Verschillende activisten, waaronder actrices Alexandra Paul en Colette Divine, werden gearresteerd in het protest dat probeerde de transporten te blokkeren die de resterende EV1's wegnamen om te worden vernietigd.

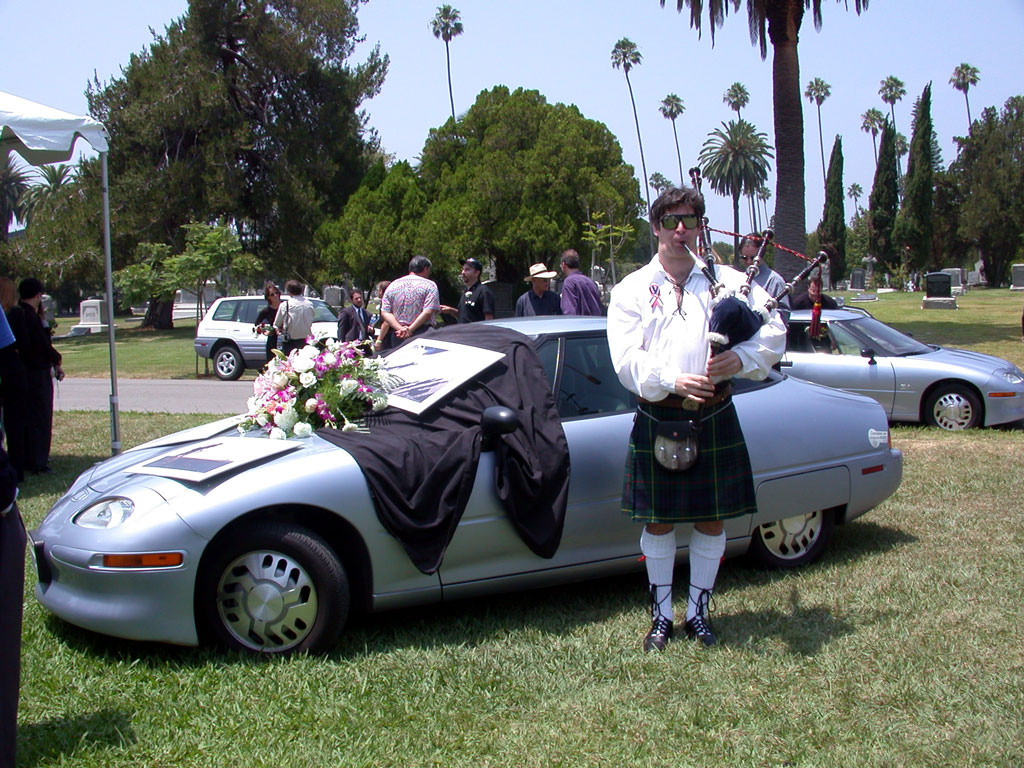
"Uitvaart" van een EV1 als protestactie

De film onderzoekt enkele van de motieven die de auto- en olie-industrie ertoe hebben aangezet om de elektrische auto te vernietigen. Wally Rippel stelt bijvoorbeeld dat de oliemaatschappijen de komende decennia bang waren hun monopolie op transportbrandstof te verliezen; terwijl de autobedrijven vreesden voor kortetermijnkosten voor de ontwikkeling van elektrische voertuigen en inkomstenverlies op de lange termijn omdat elektrische voertuigen minder onderhoud en dienstverlening vergen dan fossielebrandstofvoertuigen. GM-woordvoerder Dave Barthmuss beweerde dat het een gebrek aan interesse van de consument was vanwege het maximale bereik van 80-100 mijl per lading en de relatief hoge prijs.
De film toonde ook de mislukte pogingen van elektrische auto-enthousiastelingen die probeerden om de acties van de autofabrikanten tegen te gaan en om de overgebleven voertuigen te redden. Tegen het einde van de film wordt een gedeactiveerde EV1-auto gevonden in de garage van het Petersen Automotive Museum, waarbij de voormalige EV1-verkoper, Chelsea Sexton, uitgenodigd was voor een bezoek.
De film onderzoekt ook de toekomst van autotechnologieën, waaronder een zeer kritische blik op waterstofvoertuigen, een vrolijke discussie over plug-inhybrides en voorbeelden van andere ontwikkelende EV-technologieën zoals de Tesla Roadster (2008), die twee jaar na de lancering van de film op de markt kwam.

## Ontvangst
Op Rotten Tomatoes heeft de film een goedkeuringsscore van 89% op basis van 105 beoordelingen, met een gemiddelde beoordeling van 7,19/10. Metacritic, een andere recensie-verzamelaar, rapporteerde een positieve beoordeling van 70, gebaseerd op 28 ondervraagde recensies.